# 沃爾霍夫區
59°55′N 32°21′E / 59.917°N 32.350°E
沃爾霍夫區（俄语：Волховский район），是俄羅斯的一個區，位於該國西北部，由列寧格勒州負責管轄，面積5,124.4平方公里，2010年人口48,000，人口密度每平方公里9.37人。